# 白伯英
白伯英（1888年—1971年），又名中雄，陕西榆阳区下盐湾村人。中国近代政治人物。

## 生平
毕业于殖边学校，后就读于北京商校，其间结识杜斌丞。后因家贫，辍学从教。1916年，在榆林县高等小学任教时，当时突飞穿山甲率600多匪徒围城。时城空虚，人心惶恐万状。他激于义愤，与警备营营副余天祥、团副高镇武等人出城与匪谈判。因事不谐，余、高二人殉难。他赖匪部一马夫相救逃脱，辗转回榆。全城官绅感其胆略，赠“劲节可风”木匾。1918年至1922年，应杜斌丞之聘，在榆中任教，兼管庶务。其间对校园进行了全面规划整修，形成日后规模。同时，改建了榆中校舍。
1922年，经杨虎城、杜斌丞推荐出任定边县县长。一年后卸任，改任陕北镇守使署中校参谋。之后任驻太原代表兼镇守史署采购军粮专员、府谷县县长、骑兵师稽察长兼陕北地方实业银行董事、陕北赈灾会会办、陕北皮毛学务公益捐局局长等职。在此前后，井岳秀逮捕一批青年学生，其中有曹力如、王子宜等，经他多方营救，有十多人获释。其时，因省府历年拖欠榆林驻军八十六师巨额军饷，迫使该部向实业银行大行大量贷款，因无力偿还，致使该行资金乏匮，几至无法维持。该行本系陕北各县集资开设，榆林军政当局委派他赴省交涉，要求将两项账目兑转，银行由省方接收。经他一再恳请，省府秘书长杜斌丞极力周旋，省长孙蔚如允其所请，将账目兑转，并由省行接收了实业银行。1937年，他出任榆、横、神、府禁烟局局长期问，领导修筑了大街砖砌街道和普惠泉水过街工程。1944年，他被选为榆林县参议会副议长。次年又被选为省参议员。抗战时期，他还任邓宝珊总部二十二军参议。由于他与国共双方许多要人和陕北各县绅商及知名人士交往甚广，其在镇川开设的商号成食宿和联络之处，先后接待过王震、南汉宸、刘绍庭等人。
1945年，他离榆去西安，下榻杜斌丞公馆。其时，他被特务列入黑名单监视。1947年，参加了民盟。杜斌丞被捕时，他潜匿于广仁医院，方得幸免。杜斌丞遇难后，他忍恸置办衣棺。同家属将遗体暂厝西安。1949年，胡宗南令在陕参议员逃台，他设计巧离机场。中华人民共和国成立后，西北军政委员会特邀他参政，参加了关中、陕南一些县、市的土改。此后任西北历史文物研究会会员，陕西省文史馆员，省人代会第一、二届代表。